# Pietro Supino
Pietro Paolo Supino (* 10. November 1965 in Mailand) ist ein Schweizer Jurist und Verleger. Er ist Verwaltungsratspräsident der TX Group (ehemals Tamedia), eines der grössten Schweizer Medienunternehmen.

## Leben

### Herkunft
Als Enkel des Kunstsammlers Werner Coninx und Sohn von dessen Tochter Rena Coninx gehört Supino zu einer Verlegerfamilie, welche die Mehrheit an der Tamedia AG hält und das Unternehmen in fünfter Generation führt. Sein Vater Ugo Supino, während des Zweiten Weltkriegs als Mitglied des italienischen Widerstands in der Schweiz interniert, war Direktor bei Pirelli und Alfa Romeo. Im Alter von sechs Jahren trennten sich seine Eltern und Supino zog mit seiner Mutter und seiner Schwester nach Zürich.

### Studium und Lehre
Supino studierte von 1985 bis 1989 Rechts- und Wirtschaftswissenschaften an der Universität St. Gallen und von 1992 bis 1993 an der London School of Economics. 1994 verfasste er seine Dissertation zum Thema Rechtsgestaltung mit Trust aus Schweizer Sicht. Seit 1992 ist er Inhaber des zürcherischen Anwaltspatents und eines Masters of Laws. Bevor er 2007 das Präsidium des Verwaltungsrates von Tamedia übernahm, besuchte er 2006 die Columbia University Graduate School of Journalism in New York.

### Privates
Supino ist schweizerisch-italienischer Doppelbürger. Er ist verheiratet, Vater von zwei Kindern und lebt in Zürich.

## Werdegang

### Tätigkeit als Rechtsanwalt
Von 1996 bis 1998 war Supino als Rechtsanwalt für die Kanzlei Bär & Karrer in Zürich tätig. Supinos Tätigkeit bei Bär & Karrer geriet in die Kritik, weil er 1998 an der Gründung einer «zweifelhaften» Offshore-Gesellschaft namens «Moonstone Trust» beteiligt gewesen sein sollte. Die Ermittlungen gegen den damaligen Mandanten von Bär & Karrer wurden jedoch mangels Tatverdachts eingestellt.

### Tätigkeit als Berater und Unternehmer
Von 1994 bis 1995 war er als Management Consultant für die Unternehmensberatung McKinsey & Company in Zürich tätig. Von 1998 bis 2007 war er Gründungspartner der beiden Schweizer Banken für Family-Office Dienstleistungen Private Client Partners und Private Client Bank. Beide Unternehmen sind in Zürich ansässig.

### Tätigkeit bei Tamedia
1991 wurde Supino Mitglied des Tamedia-Verwaltungsrats, 2002 dessen Vizepräsident und 2007 schliesslich – als Nachfolger von Hans Heinrich Coninx – dessen Präsident. Unter seiner Leitung entwickelte sich Tamedia mit der Übernahme der Espace Media Groupe 2007, des Schweizer Mediengeschäfts von Edipresse zwischen 2009 und 2011 und der Ziegler Druck- und Verlags-AG 2014 zum grössten privaten Medienunternehmen der Schweiz.
Im Zuge der Umstrukturierung zur Holding wurde die Tamedia AG 2020 in «TX Group AG» umbenannt. Im Jahr 2017 führte Supino ein regelmässiges Qualitätsmonotoring für alle Medien der TX Group ein. Die Holding ist aufgeteilt in die Subunternehmen Tamedia (Bezahlmedien), 20 Minuten (Gratismedien), Goldbach (Medienbuchung/Agentur) und TX Markets (digitale Marktplätze/Inserate). Pietro Supino leitet die TX Group als Executive Chairman.

### Kontroversen um Eingriffe in die Medienvielfalt und Pressefreiheit
In seiner Leitungsfunktion bei der Tamedia AG bzw. der TX Group AG wurde Supino wiederholt der Vorwurf gemacht, ein überhöhtes Profitstreben auf Kosten des Journalismus zu betreiben und die Pressefreiheit zu verletzen, indem er sich in einzelne publizistische Entscheidungen einmische. So beendete Supino die frühere Praxis, die im Bedarfsfall eine Querfinanzierung der Zeitungsredaktionen durch andere Konzernspalten vorgesehen hatte. Stattdessen gab er «ein äusserst aggressives Renditeziel von 15 Prozent – für jeden einzelnen Medientitel» vor. Umgesetzt wurde dies durch Stellenabbau, eine drastische Zusammenlegung der zuvor weitgehend autonomen Redaktionen und eine Senkung der darin investierten Mittel.
Darüber hinaus wurde Supino mehrfach dafür kritisiert, dass er die Medienfreiheit durch eigenmächtige Interventionen gefährde. «[D]ie journalistische Unabhängigkeit», so lautete ein Vorwurf, höre für ihn «stets dort auf[…], wo sie seine eigene Befindlichkeit tangiert». Konkret hatte der «Tages-Anzeiger» im Jahr 2018 einen kritischen Bericht über den Somedia-Verleger Hanspeter Lebrument depubliziert, nachdem dieser den Artikel scharf kritisiert und sich davon enttäuscht gezeigt hatte, dass «der Artikel in einer Zeitung von Tamedia erschienen ist, deren Verleger [d. i. Pietro Supino] mit Hanspeter Lebrument freundschaftlich verbunden ist». Auch sei ein 2022 aus anderen Gründen entlassener Redakteur bei Supino «schon länger angezählt» gewesen, nachdem dieser einen kritischen Beitrag zur einflussreichen Zürcher Baugarten-Stiftung verfasst hatte. Dessen Entlassung wurde von daher als überzogen kritisiert. Ein weiterer Artikel, der im November 2023 Missstände in einem Heim der Schweizerischen Epilepsie-Stiftung angeprangert hatte, wurde auf Supinos Druck hin nachträglich entfernt. Zuvor hatte Supino im jährlichen «Qualitätsmonitoring» die betreffende langjährige Journalistin vor der versammelten Belegschaft frontal kritisiert. Der ebenfalls anwesende und für einen Teil des Qualitätsmonitorings verantwortliche Professor, Vinzenz Wyss, kritisierte diesen Umgang: «Das war eine unangenehme Situation. […] Die Art und Weise, wie die Kritik vorgebracht wurde, hat mich irritiert. Regeln einer Feedbackkultur, die auch bei einer Blattkritik zu befolgen sind, wurden missachtet.» Für Aufsehen sorgte schliesslich zuletzt die nachträgliche Löschung eines Artikels aus dem «SonntagsBlick», der im Zusammenhang mit einem möglichen Börsengang die Frage aufwarf, ob «die geschrumpfte TX Group von der Börse genommen» und «sich das Verlagshaus künftig wieder verstärkt auf die Publizistik konzentrieren» werde. Wie die «Republik» unter Berufung auf mehrere voneinander unabhängige Quellen berichtete, soll Supino hierfür «aufs Schärfste» bei Marc Walder, dem CEO der den «SonntagsBlick» herausgebenden Ringier-Gruppe, interveniert haben.

### Weitere Tätigkeiten
Supino ist Mitglied des Vorstandes des Family Business Network Switzerland. Er ist Mitglied des Stiftungsrates der Stiftung für konstruktive, konkrete und konzeptuelle Kunst in Zürich, die das Museum Haus Konstruktiv betreibt. Von April 2020 bis April 2024 war Supino Mitglied des Verwaltungsrat der Gruppo Editoriale (GEDI), der führenden italienischen Mediengruppe und Herausgeberin der Tageszeitungen «La Repubblica», «La Stampa» und «Il Secolo XIX». Pietro Supino war von 2016 bis 2022 Präsident des Verbandes Schweizer Medien. 2016 war Supino Mitbegründer des Media Technology Center an der ETH Zürich. Supino war von 2013 bis 2015 Mitglied des internationalen Beirats des italienischen Medienunternehmens RCS MediaGroup. Er ist seit 2012 Mitglied des Board of Visitors der Columbia University Graduate School of Journalism in New York. Supino nahm 2012 und 2019 an der Bilderberg-Konferenz teil. Supino gilt als treibende Kraft hinter dem Bau des neuen Medienhauses der Tamedia in Zürich, das von 2011 bis 2013 nach einem Entwurf des japanischen Architekten Shigeru Ban erstellt wurde. Von 2010 bis 2017 war er Mitglied des Verwaltungsrates der Schweizerischen Depeschenagentur.

## Veröffentlichungen (Auswahl)

### Monografien
- Pietro Supino und Res Strehle: Qualität in den Medien. Handbuch, Tamedia, Zürich 2017 (2023 überarbeitete Fassung) (online)